# El Niño
|  | Per a altres significats, vegeu «Niño». |

El Niño (en català literalment el nen) és un fenomen meteorològic de l'oceà Pacífic, conegut en l'àmbit investigador com a ENSO (El Niño-Southern Oscillation El Niño-Oscil·lació del Sud). Provoca estralls a escala mundial afectant a Amèrica del Sud, Indonèsia i Austràlia. És un fenomen explicat pel moviment de rotació terrestre i, en conseqüència, pel desplaçament de les marees de l'hemisferi nord a l'hemisferi sud, sempre dintre de la zona intertropical.
Günther D. Roth el defineix com: 
| « | Una irrupció ocasional d'aigües superficials càlides al Pacífic al costat de les costes del Perú i l'Equador deguda a inestabilitats de pressió atmosfèrica entre el Pacífic oriental i occidental proper a l'equador. Suposat causant d'anomalies climàtiques. | » |
| — Günter D. Roth,Meteorología. Formaciones nubosas y otros fenómenos meteorológicos. Situaciones meteorológicas generales. Pronósticos del tiempo (2003). | |   |

El nom de "El Niño" es deu als pescadors del port de Paita al nord del Perú que van observar que les aigües del sistema de corrents Xilè-Peruà o corrent de Humboldt, que circula de sud a nord davant les costes del Perú i Xile, s'escalfaven a l'època de les festes nadalenques i les moles o bancs de peixos fugien cap al sud, a causa d'un corrent relativament més calent procedent del golf de Guayaquil (Equador). A aquest fenomen li van donar el nom de Corrent del Niño.
És un fenomen amb més de quaranta mil·lennis d'història climàtica.

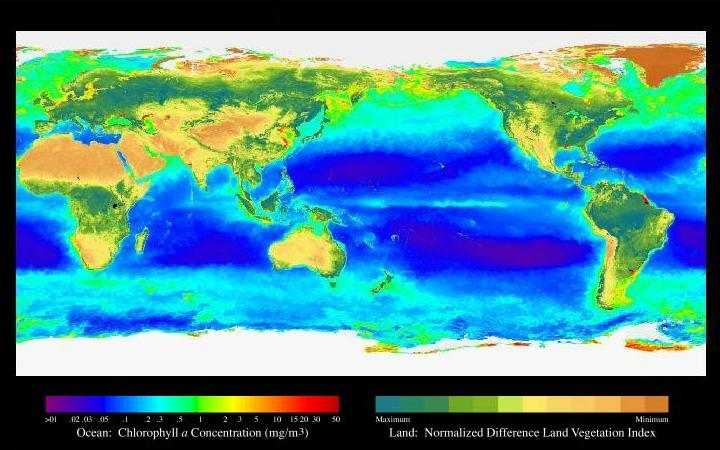
Oscil·lació del Sud El Niño.

## Desenvolupament de la síndrome

Patró normal del Pacífic. Vents equatorials aporten aigua més calenta cap a l'oest. L'aigua freda se'n va cap a les costes d'Amèrica del Sud. (NOAA / PMEL / TAO)

Condicions d'El Niño. El pool d'«aigua calenta» va cap a la costa sud-americana. Absència de moviments d'aigua freda incrementen l'escalfament

Condicions de la Niña. L'aigua calenta està més a l'oest que l'usual

El primer meteoròleg prestigiós a suggerir una explicació raonable del fenomen d'El Niño va ser el noruec Jacob Bjerknes, quan va dirigir una oficina meteorològica per als pronòstics del temps atmosfèric annexa al departament de Física de la Universitat de Califòrnia a Los Angeles (UCLA). Bjerknes va fundar el Departament de Meteorologia a la mencionada Universitat, ara transformat en el Departament de Ciències Atmosfèriques i Oceàniques. Com a professor en aquesta universitat, va ser el primer de relacionar les inusuals altes temperatures de la superfície oceànica amb vents febles de l'est i les intenses pluges que acompanyen aquesta situació i un resum d'aquestes idees ho va expressar el Dr. Richard T. Barber quan va remarcar que "The ocean is clearly driving the atmosphere." (L'oceà clarament dirigeix l'atmosfera)
L'any 1969, Bjerknes va oferir una alternativa de comprensió del fenomen conegut com l'Oscil·lació meridional d'El Niño, en suggerir que un escalfament inusual al Pacífic oriental podria afeblir la diferència de temperatura (de les aigües) entre l'est i l'oest, desequilibrant els alisis que són els vents que empenyen les aigües càlides cap a l'oest. El resultat seria un increment d'aigües càlides cap a l'est, és a dir, cap a les costes intertropicals d'Amèrica del Sud.
L'episodi prodròmic s'inicia a l'oceà Pacífic tropical, a prop d'Austràlia i Indonèsia, i amb ell s'altera la pressió atmosfèrica en zones molt distants entre si, es produeixen canvis en la direcció i en la velocitat dels vents i es desplacen les zones de pluja a la regió tropical.
En condicions normals, també anomenades "condicions neutrals", a la costa d'Amèrica del Sud, hi ha un corrent d'aigua freda anomenada Corrent de Humboldt ple de nutrients que circula cap al nord; els vents Alisis (que bufen d'est cap a oest) acumulen una gran quantitat d'aigua i calor en la part occidental d'aquest oceà, a la zona d'Austràlia i Indonèsia. En conseqüència, el nivell superficial del mar és aproximadament mig metre més alt a Indonèsia causant-hi humitat i precipitacions. A les costes del Perú i l'Equador, per contra, el clima és molt sec i el nivell del mar més baix que davant les costes del Perú i l'Equador.
A més a més, la diferència en la temperatura superficial del mar arriba a ser d'uns 8 °C entre ambdues zones del Pacífic. Les temperatures "fredes" es presenten en Amèrica del Sud perquè pugen les aigües profundes i produeixen una aigua rica en nutrients i manté l'ecosistema marí. Durant el fenomen de "la Niña" les zones relativament humides i plujoses es localitzen a l'Àsia Sud-oriental, mentre que a Amèrica del Sud és relativament sec.
Durant el Niño els vents alisis es debiliten o deixen de bufar, la màxima temperatura marina es desplaça cap al sistema de corrents Xilè-Peruà, que és relativament freda, i la mínima temperatura marina es desplaça cap a l'Àsia Sud-oriental. Això provoca l'augment de la pressió atmosfèrica a l'Àsia Sud-oriental i la disminució a Amèrica del Sud. Tot aquest canvi ocorre en un interval de sis mesos que, aproximadament, va des de juny a novembre; és molt fort amb alteracions en el clima.
La configuració de les costes sud-americanes és crucial per explicar la meteorologia i climatologia tan diferents entre les costes orientals de l'Atlàntic i les occidentals enfront de l'oceà Pacífic: mentre que a l'Atlàntic la major part del corrent equatorial es desplaça cap al nord-oest a causa de les costes brasileres que ocasionen la mencionada desviació al nord del cap de San Roque, al Pacífic no succeeix el mateix (almenys, no en el mateix grau) perquè el corrent equatorial en el mencionat oceà s'origina a les costes de l'Equador en un punt on es forma un doble golf al nord i al sud de la línia equatorial. Però l'estudi de les marees és molt més complex del que en general es creu i han d'analitzar-se molt amb deteniment les línies cotidals i els punts anfidròmics de les marees.

## La Niña
Article principal: La Niña
La Niña es refereix a les condicions contràries a l'ENSO, és a dir, temperatures molt més fredes a les costes sud-americanes. Usualment la Niña succeeix després del Niño.

## Els efectes

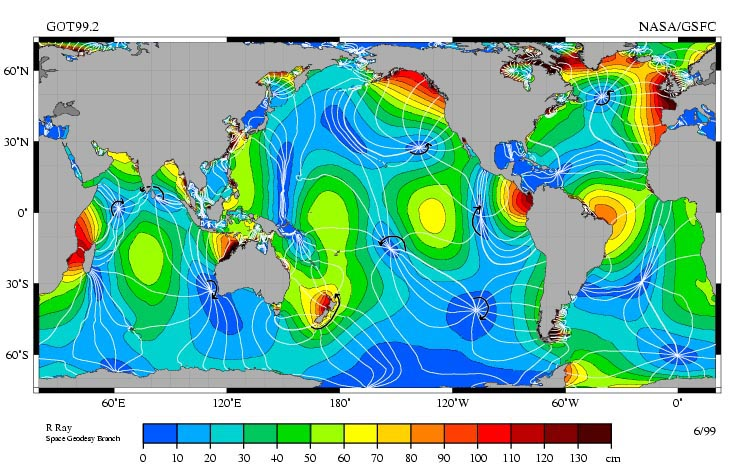
Efecte de les marees a les conques oceàniques, mostrant les línies cotidals en color blanc, on les marees es produeixen a la mateixa hora (les línies difereixen en una hora del rellotge) i els punts anfidròmics (petits cercles blancs en zones blaves), on el nivell de les marees varia molt poc al llarg del temps. Pot veure's que les marees tenen un gran desenvolupament a l'oest de l'istme de Panamà, a l'oceà Pacífic, mentre que a les costes peruanes, la diferència en l'efecte de les marees sobre el nivell de la mar és relativament escàs i això genera una espècie de "desbordament" de les aigües de l'hemisferi nord a l'hemisferi sud, al costat de la costa occidental sud-americana.

### A l'Amèrica del Sud
Les conseqüències que aquest fenomen climàtic porta a algunes regions de l'Amèrica del Sud són:
- Pluges intenses.
- Disminució de la intensitat del corrent de Humboldt.
- Pèrdues pesqueres en certes espècies i increment en d'altres.
- Intensa formació de núvols generats a la Zona de Convergència Intertropical.
- Períodes molt humits.
- Baixa pressió atmosfèrica.

### A l'Àsia Sud-oriental
En determinades regions de l'Àsia Sud-oriental provoca:
- Pluges escasses.
- Refredament de l'oceà.
- Baixa formació de núvols.
- Períodes molt secs.
- Alta pressió atmosfèrica.
- Escassetat d'aliments marins
- Cultius arruïnats
- Manca d'aigua als rius

### Al món
Conseqüències globals:
- Canvi de circulació atmosfèrica.
- Canvi de la temperatura oceànica.
- Pèrdua econòmica en activitats primàries.
- Pèrdua de llars.
- A finals del 2006 al cantàbric oriental hi va haver escasses precipitacions, que van provocar sequeres.

## La síndrome El Niño a la història i a la prehistòria del Perú

### Els inicis de l'estudi d'El Niño
El cap del servei meteorològic indi, el científic britànic Sir Gilbert Walker va estar encarregat el 1920 a l'Índia, per tal de trobar un mitjà de preveure el monsó asiàtic. Científic brillant, es va dedicar a la tasca amb determinació. Es va posar en contacte amb científics sud-americans que li proveïen el resultat dels seus estudis sobre els efectes locals d'El Niño. En estudiant aquestes dades climàtiques i atmosfèriques i les que tenia a la seva disposició, va aconseguir establir, el 1923, una correlació temporal entre els inventaris baromètriques a l'oest i a l'est del Pacífic sud. En efecte, es va adonar que la pressió augmentava a l'oest quan disminuïa a l'est (fenomen El Niño), i inversament. A conseqüència d'aquesta situació d'equilibri i de balança, va anomenar aquest fenomen Southern Oscillation (oscil·lació austral).
Orientant les seves recerques cap a l'oscil·lació austral, Sir Walker aconseguí determinar, el 1923, un índex al qual va donar el seu nom. Aquest últim tindria com a funció mesurar la diferència de pressió entre l'est i l'oest de l'oceà Pacífic. Quan l'índex i, per tant, la desviació, augmentava, la pressió era elevada a l'est del Pacífic, i els alisiss eren més forts. Quan l'índex era més aviat baix, els alisis eren menys poderosos, aportant hiverns més aviat suaus en el Canadà i a l'Amèrica occidental. L'efecte venia acompanyat per sequeres a Austràlia, Indonèsia, a l'Índia i certs sectors africans.
Un dels seus col·legues el va atacar en una revista científica, trobant «perfectament ridícula la idea que les condicions climàtiques de regions del globus tan distants una de l'altre puguin estar lligades entre elles». Sir Walker va replicar dient que devia haver-hi una explicació més precisa, però que «exigiria de manera versemblant un coneixement de les estructures del vent a nivells diferents del sòl». Això implicava nocions i mitjans d'observació desconeguts en aquell temps però els mètodes de recerca actuals han confirmat efectivament la teoria de l'índex de pressió Walker.

### Tècniques d'identificació existents
A diferència de les mesures regulars i precises de paràmetres com la precipitació, la temperatura de l'aire o del mar, efectuades molt precàriament des de 1930, per a períodes més antics només es disposa de narracions o descripcions de les conseqüències de les anomalies climàtiques referint-se, per exemple, a les collites, a les condicions de navegació i a l'aparició de fenòmens meteorològics no habituals com trons, inundacions, desastres per temporals, etc.
Per identificar fenòmens meteorològics, en paleoclimes, es disposa dels estudis geològics de capes de sediments, que poden datar-se per estratigrafia (les capes més antigues estan per sota), per datació al carboni 14, que indica el període en el qual s'han format els components orgànics presoners (pol·len, etc.) en els dipòsits o per les restes arqueològiques que es barregen.
Totes aquestes observacions han de ser verificades, comparades i contrastades amb el major nombre d'informacions provinent de diverses disciplines. Tota incoherència ha de ser explicada. Per exemple se sap que:
- El nivell dels oceans ha variat diverses desenes de metres, provocant variacions del nivell de base i, per tant, l'erosió a prop de les desembocadures
- La forma d'alguns cordons litorals fòssils indica la direcció dels corrents i de les ones dominants
- Les dunes fòssils correspon a períodes àrids i indiquen quins eren els vents dominants
- Els fòssils (diatomats, foraminífers), com també el creixement dels esculls de corals, donen indicacions sobre la temperatura i la salinitat de l'aigua de mar
- L'estudi de les capes de gels antics i de glaceres tropicals, de la composició isotòpica de l'aire i la del pol·len que van quedar presoners en ells, permeten conèixer les condicions atmosfèriques passades (temperatura de l'aire, importància de les precipitacions, etc.)
- La dendroclimatologia (estudi dels anells de creixement dels arbres) proporciona informacions sobre les precipitacions i les temperatures del passat.

Tot això s'ha de comparar amb altres estudis utilitzats pels paleoclimatòlegs com l'estudi del creixement d'esculls tropicals, o les empremtes deixades per una forta explosió volcànica.

### Errors i trampes a evitar
Les tècniques d'investigació són sovint indirectes o subjectives i només es disposa de conseqüències o efectes indirectes del que es vol mesurar.
En principi, s'ha de verificar i confirmar el que han volgut dir els historiadors. Per exemple, les destruccions ocasionades pel riu Rímac són molt més importants en els dos primers segles posteriors a la colonització, amb alguns barris de Lima eren més a prop del riu en aquella època i en altres casos algunes construccions que es troben actualment en zones inundables. De fet, totes les inundacions o fortes pluges no són necessàriament provocades pel fenomen El Niño.
La zona costanera del nord del Perú és l'única part del Perú en la qual les precipitacions molt fortes i les inundacions estan lligades indiscutiblement a "El Niño". Tant en el sud del Perú com a l'Altiplà bolivià El Niño provocaria sequeres, mentre que la Niña correspondria a excessos pluviomètrics, que ja no serien provocats per un augment de les temperatures de superfície de l'oceà, sinó per influències més fortes dels sistemes frontals del Sud (aire polar).
A més no es disposa d'informació directa sobre els mecanismes del clima durant els Mega-Niños. Només podem constatar que els dos Niños Molt forts de 1982-83 i 1997-98 han tingut comportaments diferents al Sud. 1983 va correspondre a una sequera, mentre que en el 97-98 la precipitació va ser superior a la mitjana. No se sap com es comportarà el pròxim Niño Molt Fort i menys encara el pròxim Mega Niño.

### Els huaicos, allaus i al·luvions
La major part de les conques del vessant del Pacífic del Perú, adossades als Andes, pot ser colpejada per fenòmens catastròfics anomenats huaicos. Aquests huaicos poden correspondre a avingudes molt fortes, acompanyades d'al·luvions que provoquen sovint danys considerables. Generalment, les valls escarpades en les parts altes o mitjanes són bloquejades per ensorraments que de vegades poden retenir un volum gran d'aigua. La ruptura d'aquestes preses és sovint molt ràpida amb un gran volum d'aigua i de sediments (roques) escorrent-se bruscament amb fortes velocitats a la vall.
Aquests huaicos també poden ser generats per un accident provocat per una glacera: caiguda d'un gran volum de gel en una morrena provocant el seu desbordament, o bé el trencament d'un llac o d'una llacuna continguda pel glacial o fins i tot un accident com el que es va produir el 1970 en el Huascarán a la conca del riu Santa. Una allau de gel d'un volum de 50 a 100 milions de m³ es va desprendre de la glacera del cim del nevat Huascarán, destruint la ciutat de Yungay i provocant la mort de 18.000 persones. S'estima que l'avinguda va assolir una altura de 80 m als congosts del riu Santa (Cañón del Pato) on la velocitat del fluix d'aigua i de sediments va sobrepassar probablement els 100 km/h, destruint una central hidroelèctrica. S'ha trobat una capa de sediments sobre tota la plana al·luvial del riu Santa, a prop de l'Oceà, sobre diversos quilòmetres d'ample. Aquesta inundació catastròfica, que ha deixat empremtes que seran probablement observades pels geòlegs (dipòsit de sediments) no té res a veure amb el Fenomen El Niño, ja que va ser provocat per un terratrèmol i per les conseqüències de la fusió glacial actual. No és el primer, ja que el 1962, 13 milions de m³ de gel es van esfondrar sense cap terratrèmol, provocant la mort de 4.000 persones. S'han trobat empremtes d'una allau encara més gran, anterior a l'arribada dels espanyols el volum dels quals ha estat estimat entre 100 i 200 milions de m³, l'altura de l'avinguda a 123 m i la seva velocitat estimada en 140 km/h.
El 1987, s'estimava que hi havia 3044 glaceres al Perú, cobrint una superfície de 2.040 km² per a un volum total de 56 mil milions de m³. I s'han censat 602 llacs d'origen glacial a la Serralada Blanca i almenys 20 catàstrofes majors en el Departament d'Ancash des del segle xvii.
Aquest tipus d'accident, d'origen glacial o lacustre, no ha de ser atribuït a El Niño, amb el qual no existeix cap relació directa i pot o ha pogut sobrevenir freqüentment, sobretot durant èpoques de desglaciació i d'allunyament de les glaceres.

### Altres errors
- La datació del C14 indica la data en la qual l'organisme vivent ha assimilat el gas carbònic de l'atmosfera. Si es tracta de bosc, pot ser més antic que el dipòsit.
- Les restes arqueològiques han pogut ser barrejades per les mateixes civilitzacions desaparegudes o per saquejadors de tombes.
- Unes dunes han pogut bloquejar la desembocadura d'un riu i fer pensar en una elevació del nivell de base (nivell del mar) o inclusivament crear un medi marí confinat les característiques del qual (fòssils) ja no eren més representatives que les del mar.
- Fortes avingudes poden destruir (parcial o per parts) empremtes d'avingudes més antigues.

També cal tenir present que les condicions climàtiques mitjanes han pogut variar amb el transcurs dels segles.

### ElsNiñosprehispànics
Resumint les conclusions de qui han estudiat les empremtes deixades des de fa alguns mil·lennis per esdeveniments climàtics excepcionals a diverses zones situades entre la desembocadura del riu Piura, al nord i la de la Congost dels Burros a prop de Tacna, en l'extrem sud del Perú.
No se sap bé quines varen ser les condicions climàtiques que regnaven a la costa peruana abans de l'era interglacial actual, l'Holocè (que es va establir des de fa 10 a 15 mil·lennis). El nivell del mar era de 80 a 120 m més baix i la línia de la costa més allunyada, fins a diversos quilòmetres. Els autors estan d'acord a pensar que les condicions climàtiques sobre la costa peruana ja eren desèrtiques o almenys àrides. Alguns investigadors afirmen que els esdeveniments de El Niño existeixen des de fa almenys 40.000 anys.
En la part nord del Perú, s'observa un esdeveniment del Niño que provoca inundacions cada 5 o 10 anys. Al Sud aquests esdeveniments són escassos, però poden sobrevenir i són sovint devastadors.
Les empremtes deixades pels diferents Niños varien segons les regions. Les cronologies poden ser diferents. Es pot constatar que, de nord a sud de la costa peruana sobrevenen cada 200, 300 o 500 anys, una catàstrofe climàtica major que probablement ha provocat sovint o facilitat la desaparició violenta de diverses civilitzacions com la cultura Chavín, la Dinastia Naylamp o la cultura lambayeque.

### ElsNiñoshistòrics
Diversos investigadors han concordat en una cronologia completa dels esdeveniments del Niño a partir dels elements històrics.
Els esdeveniments qualificats de molt forts, que es podrien comparar amb els esdeveniments de 1982-83 i de 1997-98 han sobrevingut el 1578, 1728, 1790-93, 1828, 1876-78, 1891 i 1925-26, és a dir 9 esdeveniments molt forts en 475 anys, és a dir aproximadament cada 50 anys.
Uns altres 10 esdeveniments són qualificats entre fort i molt fort (F+) i uns altres 21 de forts. Per tant, hi ha hagut 40 esdeveniments forts i molt fort en 475 anys, és a dir un cada 9 anys.

### Consideracions finals
La freqüència de Niños al Perú es pot resumir de la següent manera:
- Els Mega Niños succeeixen cada 500 o 1000 anys, aquests són capaços de remodelar paisatges i desorganitzar o provocar la desaparició de societats.
- Els Niños molt forts com els de 1925, 1983 o 1997 succeeixen cada 50 anys, en mitjana.
- Els Niños normals o canònics succeeixen cada 3 o 4 anys, en mitjana. Aquests tenen sovint efectes benèfics sobre les cultures i la generació dels recursos en aigua, però provoquen una cada dues o tres vegades (en mitjana cada deu anys) danys apreciables.

Finalment, cal recordar que al Perú, les inundacions no sempre són provocades pel fenomen El Niño. Els huaicos sovint catastròfics estan de vegades vinculats als lliscaments de terreny, (provocats per tremolors, accidents glacials o excés de pluges relacionades amb el Niño o no).
Les investigacions de la Síndrome de El Niño pot posar ordre en el context de les possibilitats del canvi climàtic. El descobriment del fet que existeix un cert cicle en la reaparició del Niño pot hipotetitzar sobre no canvis climàtics globals. Hi ha experts en dissidència en pensar en la hipòtesi d'un no reescalfament global del clima del planeta, pels antics mega «Niños molt forts», i que en l'actualitat siguin menys freqüents.

## 1997-1998
El novembre de 1997 es va realitzar un fòrum per predir els impactes d'El Niño". Quan plourà a la regió? " o "quan s'intensificaran els vents pels huracans? " van ser dos dels centenars de preguntes que es van realitzar al fòrum. Les conseqüències del fenomen El Niño, el 1997, van ser molt fortes, no només van afectar les costes d'Amèrica del Sud, sinó que també va afectar Amèrica Central, el Pacífic mexicà i el Corrent de Califòrnia, ocasionant intenses pluges des de l'estat de Baixa Califòrnia, a Mèxic, fins al sud del Perú i nord de Xile respectivament, i una sequera a Catalunya. Va provocar, a part d'epidèmies, gran erosió a les costes, incendis forestals, pèrdua pesquera i agrícola. Fins i tot el 13 de desembre de 1997, hivern boreal, es va donar un front fred junt amb les intenses pluges del fenomen que van produir una nevada al nord i centre de l'estat de Jalisco. Això va implicar un descens en la temperatura de -7 °C, després de 116 anys que no es presentava en aquest nivell. Per al profund desconeixement del clima, que ens ve regulant, des de l'Era Postglacial (Würm), amb una "estabilització climàtica" i cicles desconegut, un episodi cada 116 anys és 1 min climàtic. En aquest mateix dia es van presentar nevades en ciutats que no neva usualment com Guadalajara, San Luis Potosi Leon i Aguascalientes provocant també la suspensió d'activitats als ports de Manzanillo i Lázaro Cárdenas.

### Influència al Perú
El fenomen del Niño va afectar en 1997-98 gran part del Perú i Xile, concentrant-se els seus efectes entre novembre de 1997 i abril de 1998. Les pluges mitjana mensuals van superar àmpliament els nivells normals. Els departaments més afectats del país van ser els de Tumbes, Piura, Lambayeque, La Libertad, Ancash, Ica, Junín, Cusco i Cajamarca, i els principals danys foren ocasionats per desbordaments dels rius i per precipitacions pluvials. Els danys causats es concentren a la infraestructura viària, agricultura i infraestructura urbanes elèctriques.
L'amplitud excepcional d'aquest fenomen obliga a modificar el raonament tècnic tradicional i proposar mesures i tipus d'obres diferents dels recomanats en el passat.
La Síndrome El Niño és un conjunt d'esdeveniments climàtic-hidrològics, la naturalesa dels quals, aparició, intensitat, no està encara clarament definida, com a tampoc la seva magnitud, els seus llocs d'afectació, freqüència i intensitat. Per això, en el cas dels rius del Vessant del Pacífic, és difícil realitzar prediccions o certeses sobre els esdeveniments extrems basats únicament sobre resultats estadístics de sèries hidrològiques, encara que existissin períodes de registre màxim de 80 anys, ja que la freqüència d'aparició dels valors extrems està subjecta a incerteses a raó de l'increïblement curt període de registre de la mostra estadística.
El Niño de 1998 va afectar en forma inesperada a la ciutat d'Ica. No hi ha cap certesa que podria tornar a presentar-se, amb magnitud i intensitat impredictible, qualsevol any i a qualsevol de les conques hidrogràfiques de la costa peruana.
Les investigacions històriques i prehistòriques fetes per diversos autors condueixen a estimar el període de retorn dels dos últims "Niños forts" a 50 anys, amb totes les reserves degudes.

## ENSO i escalfament global
A començaments del segle xxi, l'assignació de canvis recents a l'ENSO, o prediccions cap a canvis futurs de clima, no han aconseguit correlacions consistents. Més resultats de 2005 tendeixen a suggerir que els escalfaments relativament projectats, podrien seguir canvis en els patrons espacials El Niño, sense necessàriament alterar la variabilitat natural d'aquest patró, mentre el cicle ENSO podria escurçar-se mínimament.

## El Niño i les guerres climàtiques
Segons l'Institut per a la Terra de la Universitat de Colúmbia el fenomen climàtic El Niño seria el causant de nombrosos conflictes sorgits després de la Segona Guerra Mundial. Segons els investigadors de l'Institut per a la Terra els episodis més durs d' El Niño haurien precedit el 30% de les guerres civils en un centenar de països. El risc d'un conflicte es doblaria respecte als períodes de La Niña. Globalment l'aparició d'excessives temperatures i grans sequeres estarien relacionades amb el 21% dels 234 conflictes que l'Institut per a la Terra ha analitzat des de 1950 a 2004.

## Últimes notícies
El més recent episodi d'El Niño va començar en setembre de 2006 i va finalitzar el març de 2007. Des d'abril de 2007, s'està desenvolupant un esdeveniment La Niña dèbil, amb temperatures superficials de l'oceà Pacífic no inferiors a -1,5 °C de mitjana.